# Kościół św. Jerzego w Haguenau
Kościół św. Jerzego (fr. Église Saint-Georges) – rzymskokatolicka świątynia znajdująca się we francuskim mieście Haguenau.

## Historia
Parafię św. Jerzego erygowano w 1143, budowę kościoła ukończono w 1189. W latach 1210–1230 trwała budowa transeptu i ośmiobocznej wieży. W 1283 przebudowano prezbiterium. Świątynię konsekrował 5 września 1283 biskup Bazylei. W XV wieku do budowli dobudowano dwie kaplice boczne w stylu flamboyant.
Kościół został znacznie zniszczony w 1945 w wyniku działań wojennych. Odbudowę zakończono w 1963.

## Architektura i wyposażenie
Świątynia romańsko-gotycka, trójnawowa, z transeptem. Nad skrzyżowaniem naw znajduje się wieża o rzucie ośmiokąta. Kościół posiada dwie kaplice boczne poświęcone św. Jakubowi Większemu i św. Janowi Chrzcicielowi.
We wnętrzu świątyni znajduje się sakramentarium z 1523 autorstwa Frédérica Hammera. Północne ramię transeptu jest zdobione przez XV-wieczny tryptyk. W jego środkowej części znajduje się obraz przedstawiający Matkę Bożą adorowaną przez śś. Andrzeja i Barbarę. Na skrzydłach ołtarza znajdują się wizerunki śś. Marcina i Mikołaja, a na ich odwrocie – św. Anny Samotrzeciej i św. Katarzyny. Ambonę z 1500, autorstwa Wita Wagnera, zdobią rzeźby czterech ewangelistów i dwóch doktorów Kościoła: św. Ambrożego i św. Grzegorza Wielkiego. Na ścianie naprzeciwko ambony wisi krucyfiks z 1488.
Witraże pochodzą z lat 1956-1969, wykonał je Jacques Le Chevallier.
Na wieży zawieszonych jest łącznie 5 dzwonów. Dwa z nich odlano w 1286, są to najstarsze dzwony we Francji i jedne z najstarszych w Europie. 7 marca 2019 na wieży zawieszono trzy kolejne instrumenty, odlane w październiku 2018.

## Galeria

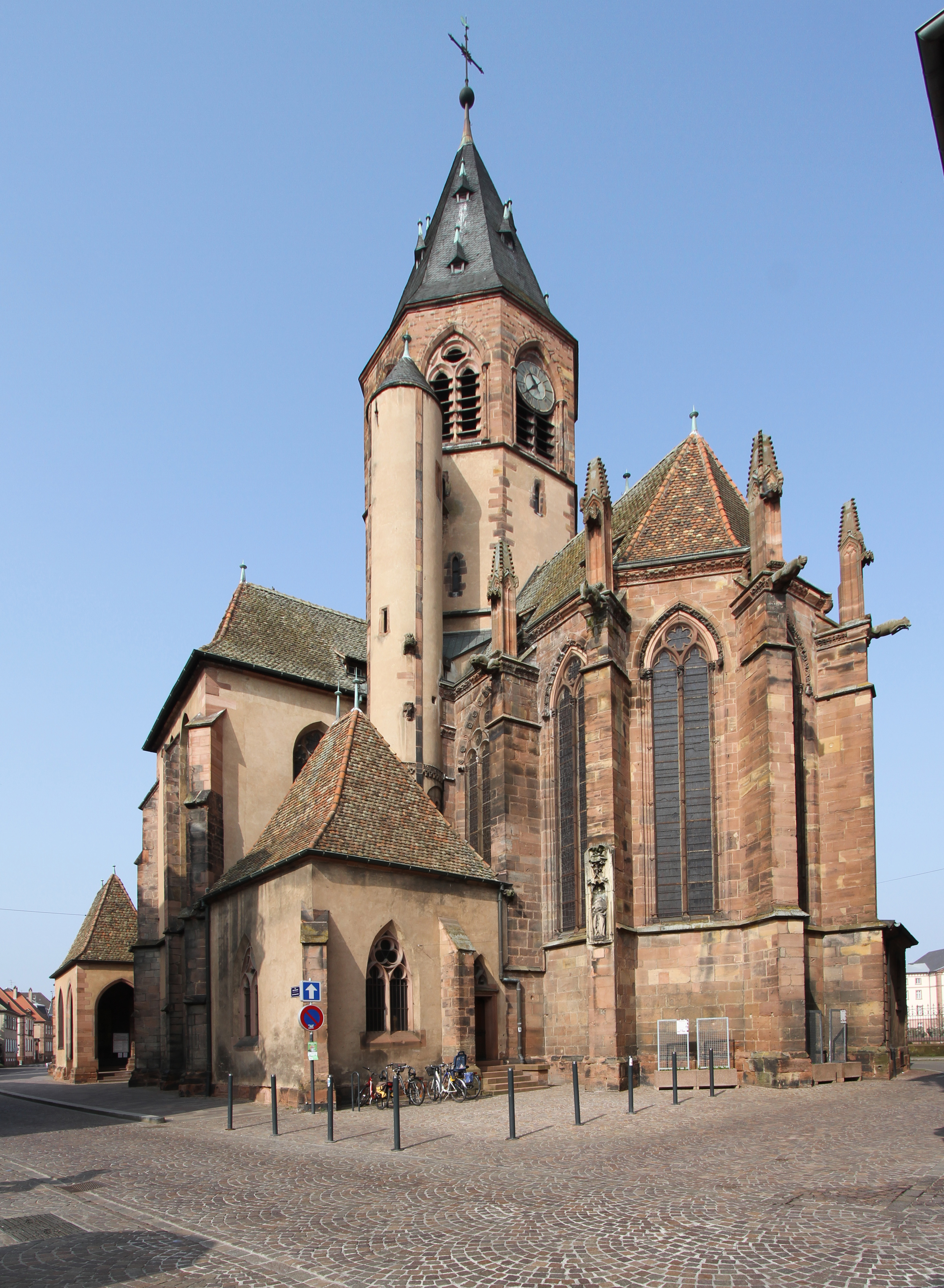
Widok ze wschodu
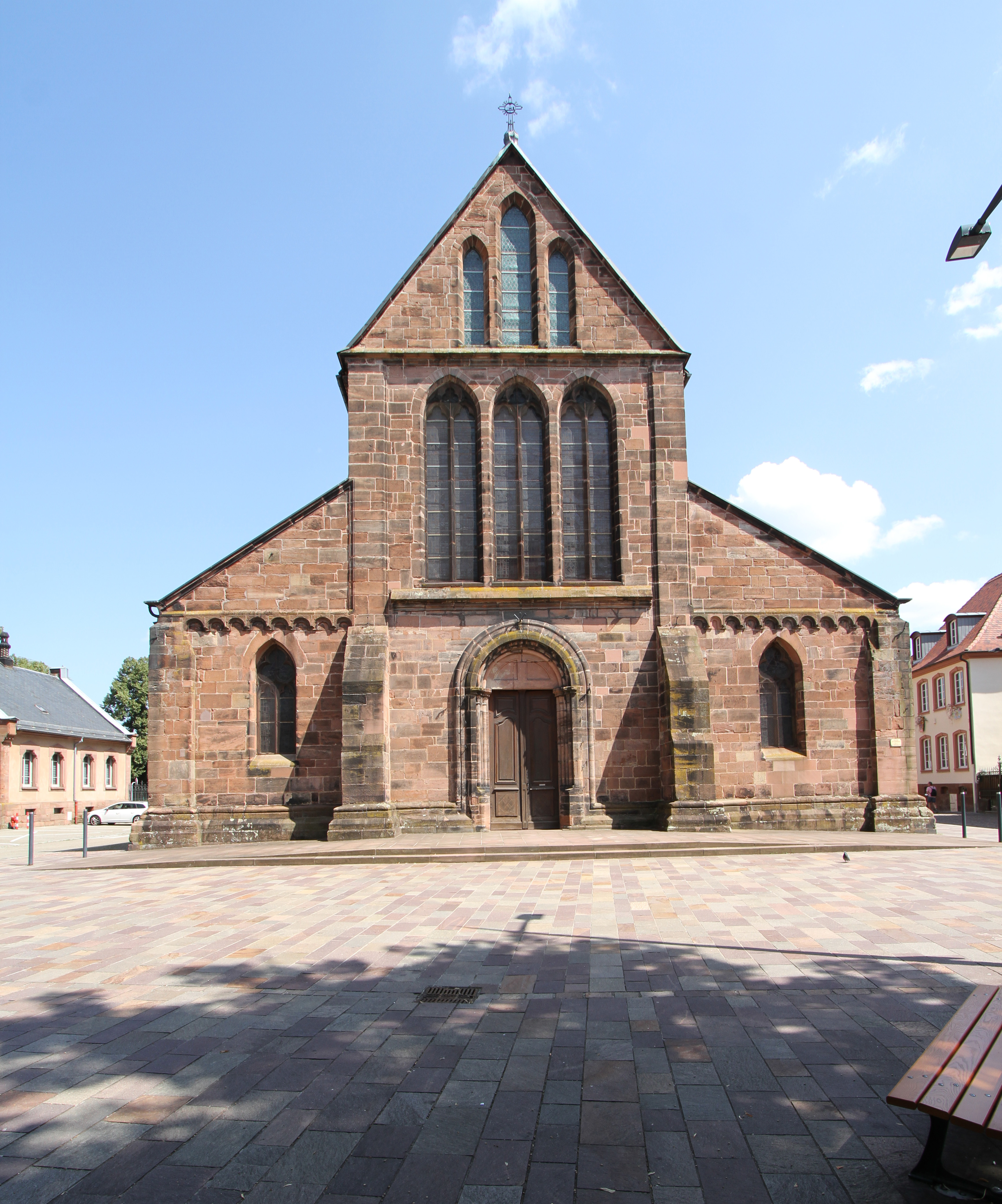
Fasada
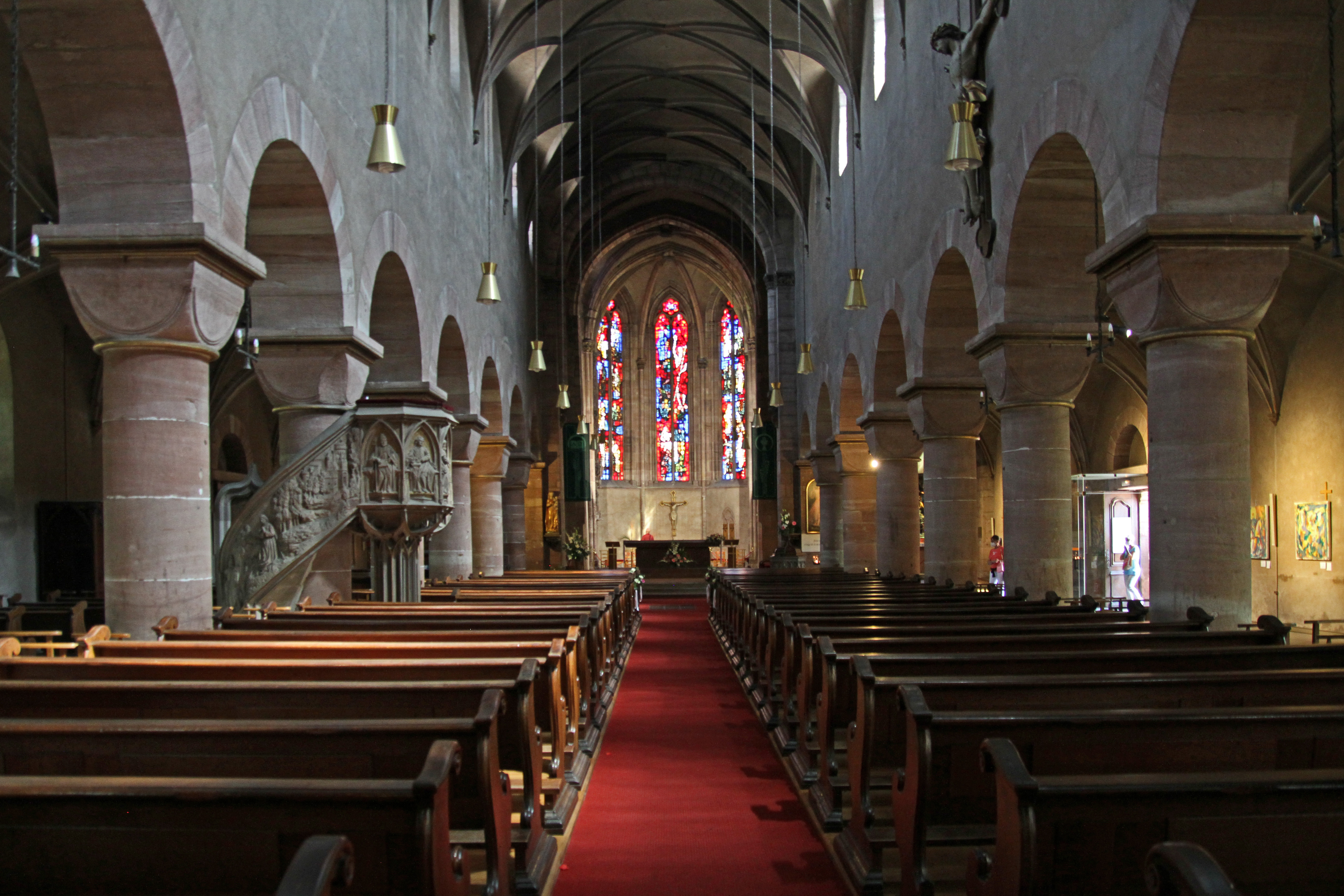
Wnętrze
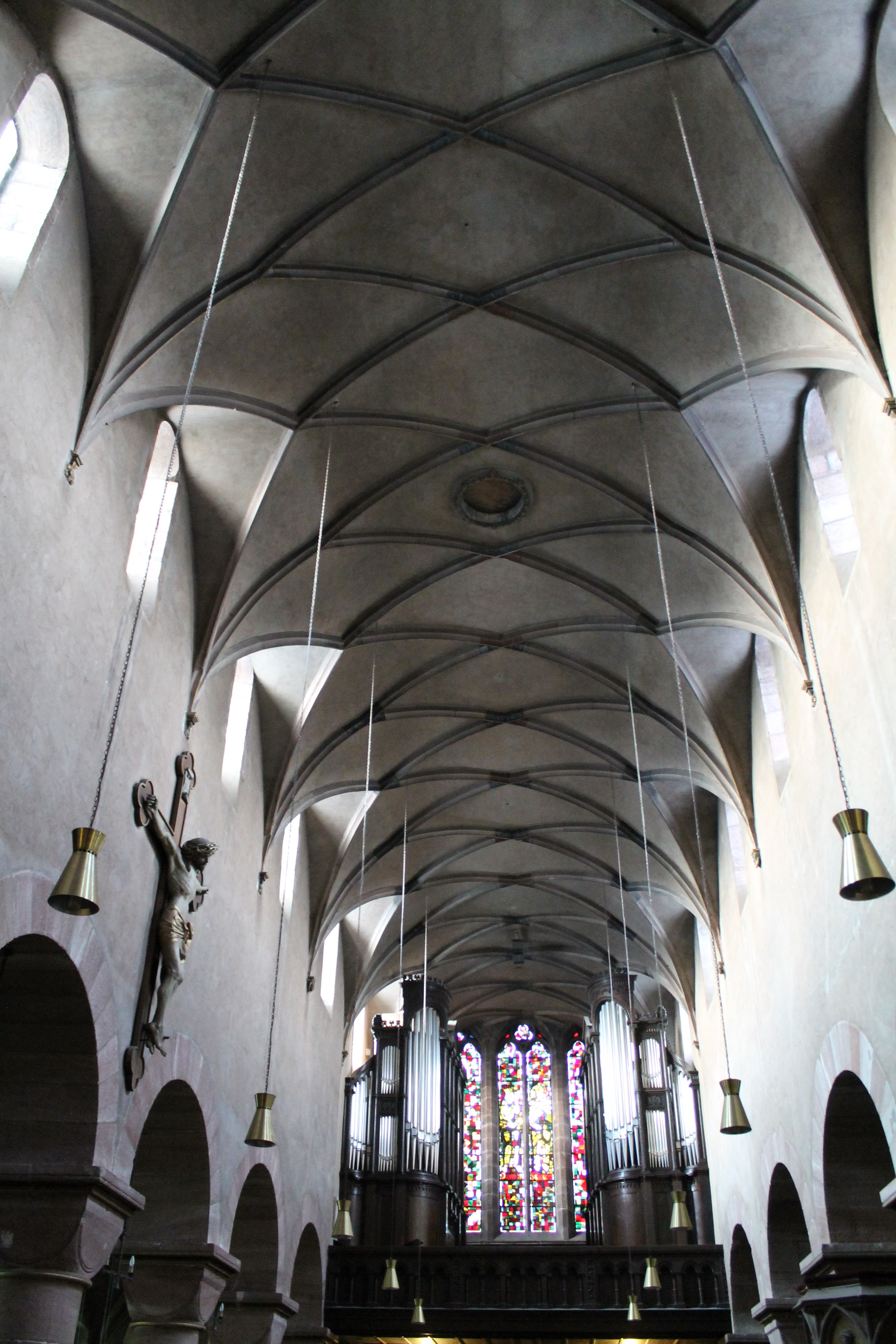
Sklepienie
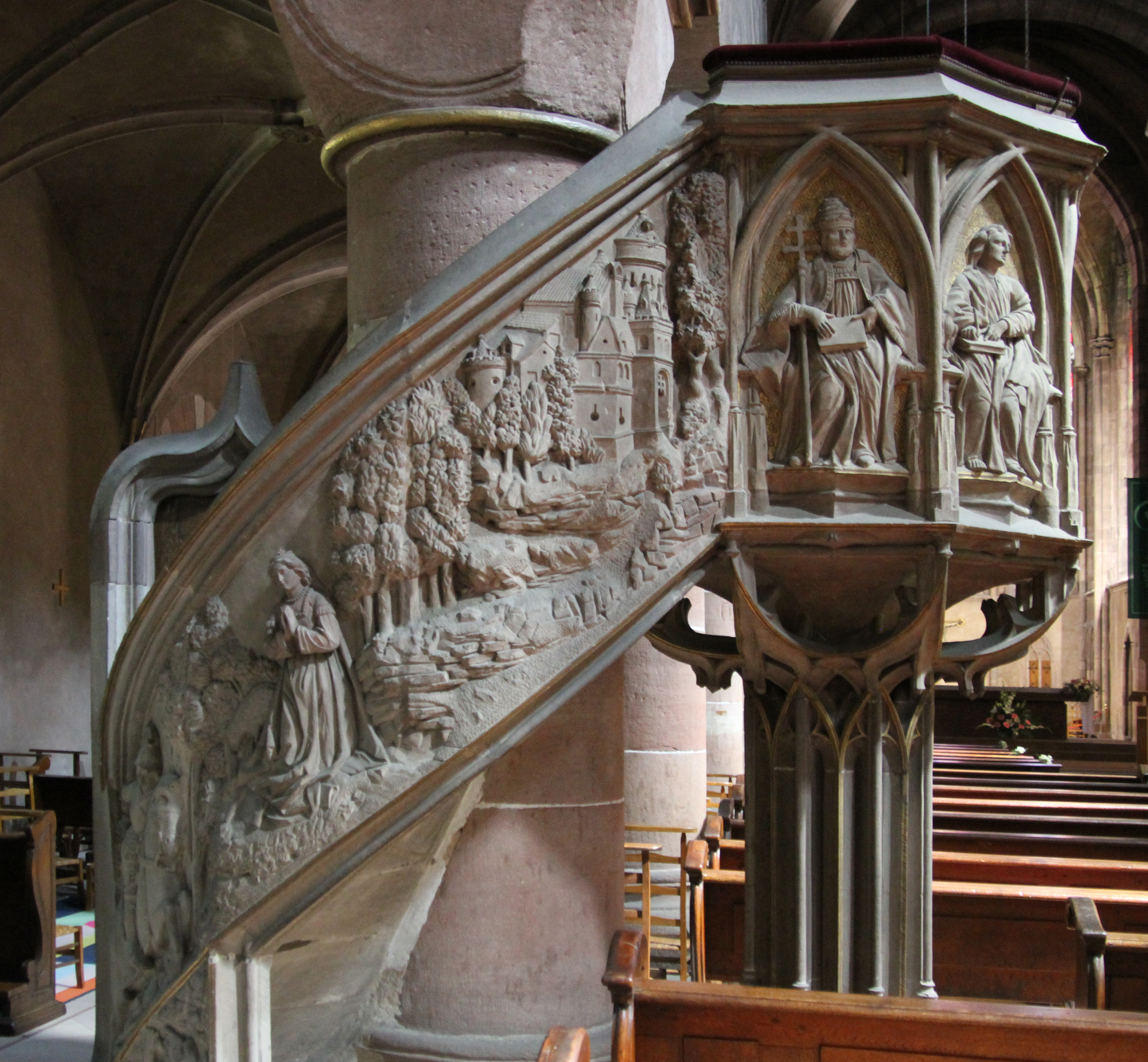
Ambona
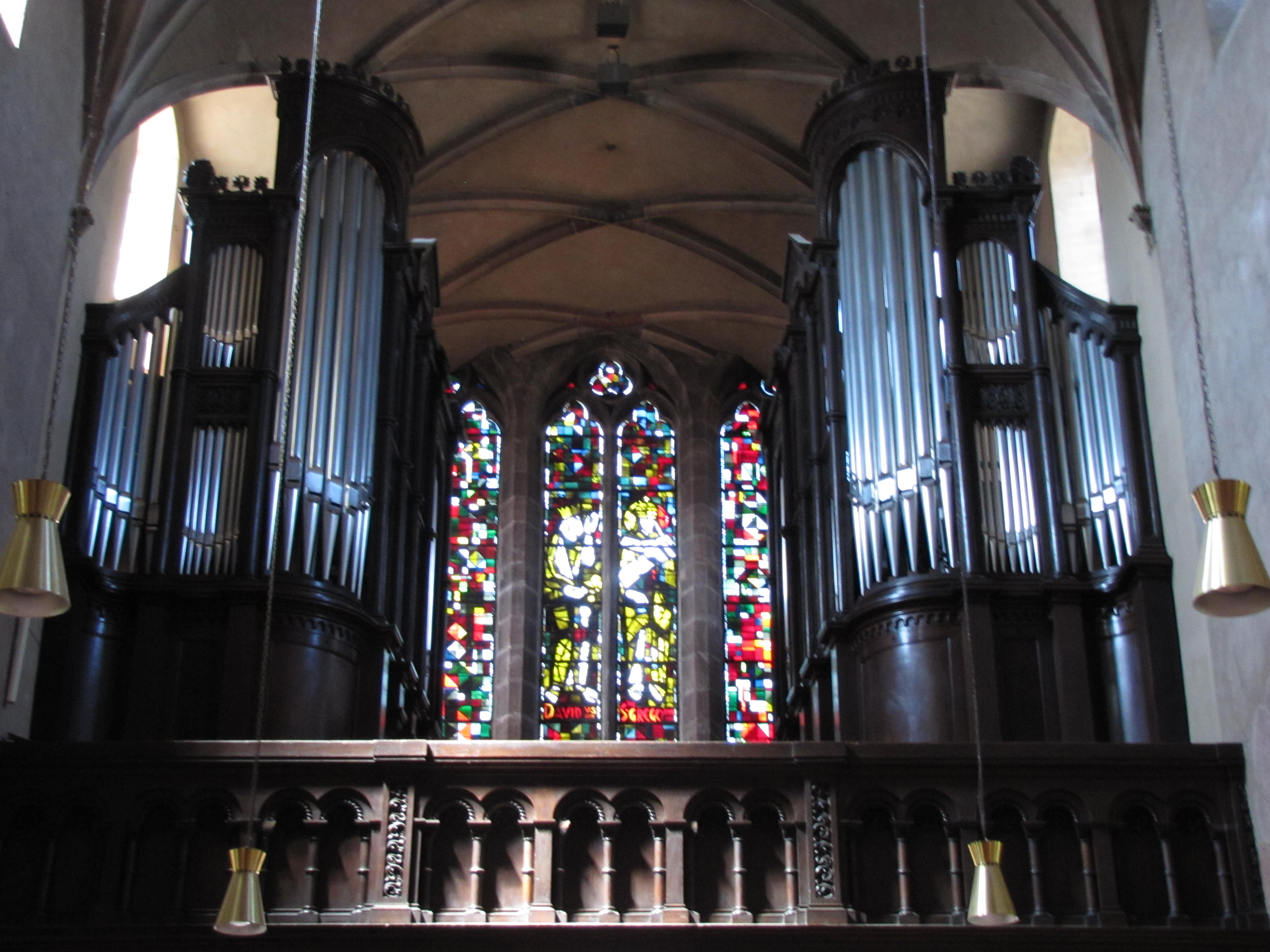
Organy